# Gummy
Park Ji-yeon (hangul: 박지연), mer känd under artistnamnet Gummy (hangul: 거미), född 8 april 1981 i Seoul, är en sydkoreansk sångerska.

## Diskografi

### Album
| Albuminformation                                             | Topplacering          | Topplacering   |           |
| Albuminformation                                             | Sydkorea (Gaon Chart) | Japan (Oricon) |           |
| Koreanska                                                    | Koreanska             | Koreanska      | Koreanska |
| ------------------------------------------------------------ | --------------------- | -------------- | --------- |
| Like Them (Studioalbum) - Släppt: 7 februari 2003            | —                     | —              |           |
| It's Different (Studioalbum) - Släppt: 9 september 2004      | —                     | —              |           |
| For The Bloom (Studioalbum) - Släppt: 1 september 2005       | —                     | —              |           |
| Unplugged (Livealbum) - Släppt: 28 april 2006                | —                     | —              |           |
| Comfort (Studioalbum) - Släppt: 12 mars 2008                 | —                     | —              |           |
| Loveless (EP-skiva) - Släppt: 30 april 2010                  | 3                     | —              |           |
| I Loved... Have No Regrets (EP-skiva) - Släppt: 10 juni 2014 | 8                     | —              |           |
| Japanska                                                     |                       |                |           |
| Loveless (EP-skiva) - Släppt: 9 november 2011                | —                     | —              |           |
| Fate(s) (EP-skiva) - Släppt: 3 april 2013                    | —                     | —              |           |

### Soundtrack
| År   | Titel                            | Topplacering          | Film / Serie                |
| År   | Titel                            | Sydkorea (Gaon Chart) | Film / Serie                |
| ---- | -------------------------------- | --------------------- | --------------------------- |
| 2004 | "Please Forget Me"               | —                     | A Moment to Remember        |
| 2007 | "Pain"                           | —                     | H.I.T                       |
| 2008 | "My Love is Faraway"             | —                     | Sunny                       |
| 2008 | "Compassion"                     | —                     | The Scale of Providence     |
| 2008 | "The Path Towards Me"            | —                     | General Hospital 2          |
| 2009 | "I Love You Behind the Break Up" | —                     | Triangle                    |
| 2009 | "Beacause It's You"              | —                     | Will It Snow for Christmas? |
| 2010 | "I Love You Even If You Die"     | —                     | Big Thing                   |
| 2010 | "Love Recipe" (med Bobby Kim)    | —                     | Finding Mr. Destiny         |
| 2013 | "Snowflower"                     | —                     | That Winter, the Wind Blows |
| 2013 | "Day and Night"                  | —                     | Master's Sun                |
| 2014 | "You're Calling Me"              | —                     | Three Days                  |
| 2015 | "Would You Love Me?"             | —                     | The Magician                |
| 2016 | "You Are My Everything"          | 1                     | Descendants of the Sun      |
| 2016 | "Moonlight Drawn by Clouds"      | 3                     | Love in the Moonlight       |